# Comuna Apșa de Mijloc, Rahău
Apșa de Mijloc (în ucraineană Середнє Водяне, Serednie Vodeane) este o comună în raionul Rahău, regiunea Transcarpatia, Ucraina, formată din satele Apșa de Mijloc (reședința) și Dobric.

## Demografie
Componența lingvistică a comunei Apșa de Mijloc
     Română (98,56%)
     Alte limbi (1,08%)
Conform recensământului din 2001, majoritatea populației comunei Apșa de Mijloc era vorbitoare de română (98,56%), existând în minoritate și vorbitori de alte limbi.